# Міжпарламентська Асамблея Верховної Ради України, Сейму та Сенату Республіки Польща та Сейму Литовської Республіки
Міжпарламентська Асамблея Верховної Ради України, Сейму та Сенату Республіки Польща та Сейму Литовської Республіки, також МПА — тристоронній орган співпраці парламентарів країн Люблінського трикутника: України, Польщі й Литви.
До складу Асамблеї входять по 10 депутатів від кожної зі сторін. Співголовами Асамблеї є керівники парламентів трьох країн (з польської — Маршалок Сенату Республіки Польща).
Рішення про створення цього органу було прийняте під час зустрічі голів парламентів України, Литви та Польщі 13 травня 2005 у Луцьку.
Установче засідання тристоронньої Асамблеї відбулося 16 червня 2008 р. в Києві за участі парламентських делегацій на чолі з Головою Верховної Ради України А.Яценюком, Маршалком Сенату Республіки Польща Б.Борусевичем та Головою Сейму Литовської Республіки Ч.Юршенасом. Учасники засідання підписали Статут Асамблеї та ухвалили тристоронню Декларацію Асамблеї.
Створено комітети Асамблеї:
- Комітет з питань європейської та євроатлантичної інтеграції;
- Комітет з питань гуманітарного і культурного співробітництва;
- Комітет з питань регіонального, місцевого і торговельно-економічного співробітництва;
- Комітет з питань енергетичної, гуманітарної й інформаційної безпеки.

## Засідання
- I сесія 16 червня 2008 р. в Києві;
- II сесія 25-26 червня 2009 р. в Любліні;
- III сесія 7-8 жовтня 2010 р. у Вільнюсі;
- IV сесія 21-22 березня 2011 р. у Києві;
- V сесія 25-26 березня 2013 р. у Варшаві; засідання Президії Асамблеї відбулося 17 березня 2014 р. у Києві;
- VI сесія 28-29 травня 2015 р. у Вільнюсі;
- VII сесія 30-31 травня 2016 року в Києві;[1]
- VIII сесія асамблеї відбулася 27-28 березня 2017 у Варшаві і прийняла кінцевий документ;[2]
- IX сесія 12-13 листопада 2018 р. у Вільнюсі;
- X сесія 7-8 червня 2019 р. в Києві;
- XI сесія 2020 р.